# Bahnbetriebswerk Neustadt
Das Bahnbetriebswerk Neustadt (offizieller Name von 1909 bis 1935 und von 1945 bis 1950 Bahnbetriebswerk Neustadt (Haardt), von 1935 bis 1945 und von 1950 bis zu seiner Auflösung Bahnbetriebswerk Neustadt (Weinstr), Kurzform Bw Neustadt beziehungsweise Nh) war ein Bahnbetriebswerk in Neustadt an der Weinstraße, das von 1860 bis 1958 ein eigenständiges Werk bildete. Anschließend fungierte es noch einige Jahre als Ludwigshafener Außenstelle. Ein Teil seiner Anlagen dient inzwischen dem Eisenbahnmuseum der Pfalz.

## Lage
Das Betriebswerk selbst war im Bereich des Neustadter Hauptbahnhofs aufgrund der beengten Platzverhältnisse über mehrere Standorte verteilt. Derjenige Lokschuppen südlich des Bahnhofs steht unter Denkmalschutz. Er entstand bereits in den Jahren 1846 und 1847 und beherbergt das heutige Eisenbahnmuseum. Rund ein halbes Jahrhundert später kamen Anlagen im Gleisdreieck zwischen Ludwigs- und Maximiliansbahn hinzu sowie in dessen Nähe solche der Lokalbahn Speyer–Neustadt im Lokalbahnhof südöstlich des Gleisdreiecks.

## Geschichte

### Anfänge
Bereits mit Inbetriebnahme der Pfälzischen Ludwigsbahn zwischen Ludwigshafen und dem damaligen Neustadt an der Haardt am 11. Juni 1847 entstanden vor Ort unter anderem ein Lokschuppen mit insgesamt 80 Metern Länge, eine Drehscheibe sowie Gebäude mit zwei Stockwerken, das als Werkstatt und Büro fungierte. Nachdem der Neustadter Bahnhof ab 1855 Ausgangspunkt der Maximiliansbahn nach Wissembourg und damit zum Eisenbahnknotenpunkt wurde, wurden die Anlagen im Jahr 1860 offiziell zu einer eigenständigen Betriebsstelle, damals offiziell Werkstätte genannt. In der Anfangszeit waren vor allem Dampflokomotiven der Bauart Crampton vor Ort untergebracht. Während der Zeit der Pfälzischen Eisenbahnen war das Werk Neustadt a. Haardt neben seinesgleichen in Kaiserslautern und Ludwigshafen eines von drei selbständigen Werken innerhalb der damaligen Pfalz und von ihnen das kleinste. Es diente zunächst hauptsächlich dem maschinentechnischen Zugförderungsdienst sowie der Unterhaltung von Wagen und Loks.
Die Bedeutung sowie der Verkehr des Bahnhofs nahm nach Inbetriebnahme der Strecke nach Dürkheim im Jahr 1865 und deren Durchbindung bis Monsheim acht Jahre später weiter zu, sodass im seit 1887 bestehenden Gleisdreieck zwischen Ludwigs- und Maximiliansbahn eine neue Betriebswerkstätte eröffnet wurde. Das bisherige Gelände südlich des Bahnhofs, das fortan als „westlicher Lokschuppen“ bezeichnet wurde, diente weiterhin als Werkstätte. Der Bestand umfasste während dieser Zeit die pfälzischen Baureihen P 1.I, P 2.II, G 2, G 3 und G4.

### Weitere Entwicklung
Nachdem die 1905 eröffnete Schmalspurbahn von Speyer nach Geinsheim bis Neustadt durchgebunden worden war, wurde das Betriebswerk um entsprechende Anlagen des östlich des Gleisdreiecks gelegenen Lokalbahnhofs erweitert. Hatte das Werk 1898 39 Mitarbeiter, so stieg deren Anzahl bis 1907 auf 52. Während dieser Zeit unterstand es außerdem der Maschineninspektion – Abgekürzt MI genannt – in Ludwigshafen.
Gegen Anfang des 20. Jahrhunderts waren unter anderem sieben Loks der P 2.II, fünf der G 2, sechs der G 3 beziehungsweise G 4, drei der T 2, zwei der T 2.I und eine der P 1.III in Neustadt beheimatet. Mit dem Übergang der Pfälzischen Eisenbahnen in das Eigentum der der Bayerischen Staatseisenbahnen am 1. Januar 1909 hieß es offiziell Bahnbetriebswerk (Bw) Neustadt (Haardt).
Nachdem Landau sich zwischenzeitlich ebenfalls zu einem Eisenbahnknotenpunkt entwickelt hatte, wurde dort 1921 zunächst eine Außenstelle des Neustadter Werks errichtet, das ab 1926 schließlich als eigenständiges Betriebswerk firmierte. 1922 erfolgte außerdem die Eingliederung des Werks in die neu gegründete Reichsbahndirektion Ludwigshafen.

### Umbenennungen und Direktionswechsel (1935–1955)
Mit der Umbenennung der Stadt in Neustadt an der Weinstraße änderte sich entsprechend der Name des Werks, der Fortan Neustadt (Weinstr.) lautete. Trotzdem behielt es seine offizielle Kurzbezeichnung Nh.  Im Zuge der Auflösung der Ludwigshafener Direktion wechselte es zum 1. April des Folgejahres in den Zuständigkeitsbereich der Direktion Mainz. Dependancen – damals Lokomotivbahnhöfe genannt –  befanden sich in den Bahnhöfen Elmstein, Grünstadt und Schifferstadt. In Grünstadt befanden unter anderem eigene Rangierlokomotiven der Baureihen 56.20 und 91.3. In den 1930er Jahren befanden sich im Werk die normalspurigen Baureihen 55.25, 64, 77.1, 89.1, 91.3, 92.20 und 98.6, sowie die schmalspurigen 99.00 und 99.08.
Im April 1939 war entsprechend der Zahl seiner Angestellten Kategorie D (200 bis 599 Mitarbeiter) zugeordnet. 1941 sank deren Anzahl kriegsbedingt auf 160 Mitarbeiter herab. Darüber hinaus besaß es während dieser Zeit eine Wagenausbesserung.
1945 wurde es in Neustadt (Haardt) umbenannt und ab 18. Dezember 1950 hieß es erneut Neustadt (Weinstr). Im Gegensatz zum benachbarten Landauer Werk hatte die Stelle in Neustadt den Zweiten Weltkrieg ohne größere Beeinträchtigungen überstanden, sodass die meisten Lokomotiven einsatzfähig blieben. Am 19. Mai 1952 wurde der Grünstadter Lokbahnhof zu einer Außenstelle umgezeichnet; diejenigen in Elmstein und Schifferstadt waren zu diesem Zeitpunkt bereits nicht mehr existent.
In den Nachkriegsjahren war es die Heimat der Baureihen 56.20 (sieben Loks), 57.10 (sechs Loks), 64 (fünf Loks), 74.4, 78 (vier Loks), 91.3 (sechs Loks), 94 (eine Lok), 98 (zwei Loks) und sieben Schmalspurloks der Baureihen 99.04 und 99.08.

### Aufgabe und teilweise Umwandlung in ein Eisenbahnmuseum
Im Zuge der schrittweisen Elektrifizierung der aus der Ludwigsbahn hervorgegangenen Bahnstrecke Mannheim–Saarbrücken im Zeitraum von 1960 bis 1964 sowie der Umstellung der Nachbarstrecken auf Dieselbetrieb verlor das Neustadter Betriebswerk an Bedeutung. Am 1. Oktober 1963 endete deshalb seine Zeit als eigenständige Dienststelle; zugleich wurde die Außenstelle in Grünstadt geschlossen. In den Folgejahren war es offiziell noch eine Außenstelle seines Ludwigshafener Pendants, das allmählich seine Aufgaben übernahm. Nach der Verlegung der verbliebenen Lokomotiven nach Ludwigshafen wurde es komplett aufgegeben.
Anfang der 1970er Jahre plante die Deutsche Gesellschaft für Eisenbahngeschichte im 1969 ebenfalls aufgegebenen Bahnbetriebswerk Bochum-Dahlhausen die Errichtung eines Eisenbahnmuseums. Da die vorgesehenen Gebäude zunächst nicht alle Fahrzeugbestände des Vereins aufnehmen konnten, war vorgesehen, einige woanders zu beherbergen. Die Wahl fiel auf den westlichen Lokschuppen des stillgelegten Neustadter Betriebswerks, dessen Abriss von Seiten der Deutschen Bundesbahn kurz bevorstand. Bereits Anfang 1972 wurden die ersten Fahrzeuge dort untergebracht. 1976 folgte der Abriss der Lagergebäude hinter dem westlichen Lokschuppen. Letzterer erhielt einen Anbau mit zusätzlichen Gleisen. Da die Fahrzeuge entgegen der ursprünglichen Planung nicht mehr nach Bochum-Dahlhausen verlegt werden konnten, wurde die Neustadter Zweigstelle 1981 offiziell in das DGEG-Eisenbahnmuseum Neustadt/Weinstraße umgewandelt. Der östliche Teil mit Drehscheibe und Lokschuppen dient als Depot und Werkstatt des Museums, ist aber nicht allgemein zugänglich.

## Einsatz
Die Fahrzeuge des Betriebswerk kamen bis zu seiner Schließung auf der Ludwigs- und auf der Maximiliansbahn zum Einsatz. Weitere Strecken, die zu seinem Einzugsgebiet gehörten, waren die im Zeitraum von 1865 bis 1873 eröffnete Pfälzische Nordbahn Neustadt–Monsheim und die 1876 eröffnete Eistalbahn. Anfang des 20. Jahrhunderts umfasste der Aktionsradius unter anderem die Donnersbergbahn, die Klingbachtalbahn, die Strecken Germersheim–Landau, die Kaiserslautern–Enkenbach, Landau–Herxheim und deutlich über die Pfalz hinaus die Bruhrainbahn von Germersheim nach Bruchsal. 1909 kam außerdem das nahe gelegene Kuckucksbähnel Lambrecht–Elmstein hinzu. 1958 – bereits als Ludwigshafener Filiale – waren die Fahrzeuge unter anderem auf den Bahnstrecken Schifferstadt–Wörth, Winden–Karlsruhe sowie auf Teilen der Maximiliansbahn, der Strecken Mannheim–Saarbrücken, Wörth–Strasbourg sowie Mainz–Ludwigshafen anzutreffen.